# Verbalsubstantiv
Verbalsubstantiv, verbalabstraktum eller nomen actionis (plur. nomina actionis: latin, = 'handlingsnavn(eord)') er et substantiv afledt af et verbum, og som beskriver dette verbums handling. Semantisk ligger verbalsubstantivet således tæt op ad infinitiven, men hvor denne stadig er et verbum, for så vidt som den kan have objekt og adverbier, så er verbalsubstantivet et egentligt substantiv både morfologisk og syntaktisk.
På dansk findes der en række forskellige måder at danne verbalsubstantiver på. Almindeligst er suffikserne -(n)ing (f.eks. fældning = "det at fælde"), -sel (f.eks. kørsel = "det at køre") og -en (f.eks. hoppen og springen = "det at hoppe og springe");
-en-formen indgår i de såkaldte kentaurnominaler.
I de latinske fremmedord er det almindeligste suffiks -tion/-sion (f.eks. ekspedition, funktion, præsentation, passion, emission). Endelsen -sion skyldes assimilation efter endelse på 's'.